# Cuise-la-Motte
Cuise-la-Motte ist eine französische Gemeinde mit 2.101 Einwohnern (Stand 1. Januar 2022) im Département Oise in der Region Hauts-de-France. Sie gehört zum Arrondissement Compiègne und zum Kanton Compiègne-2.

## Geografie
Die Gemeinde Cuise-la-Motte liegt etwa 14 Kilometer ostsüdöstlich von Compiègne. Die Aisne begrenzt die Gemeinde im Norden, hier mündet auch ihr Zufluss Vandy. Umgeben wird Cuise-la-Motte von den Nachbargemeinden Berneuil-sur-Aisne im Norden, Couloisy im Nordosten, Croutoy im Osten, Saint-Étienne-Roilaye im Südosten und Süden, Pierrefonds im Südwesten, Vieux-Moulin im Westen sowie Trosly-Breuil im Westen und Nordwesten.

## Bevölkerungsentwicklung
| Jahr                       | 1962 | 1968 | 1975 | 1982 | 1990 | 1999 | 2006 | 2012 | 2021 |
| -------------------------- | ---- | ---- | ---- | ---- | ---- | ---- | ---- | ---- | ---- |
| Einwohner                  | 1356 | 1501 | 1905 | 2091 | 2381 | 2241 | 2217 | 2148 | 2161 |
| Quellen: Cassini und INSEE |      |      |      |      |      |      |      |      |      |

## Sehenswürdigkeiten
- Kirche Saint-Martin, Monument historique seit 1913
- Schloss Cuise, ab dem 14. Jahrhundert erbaut, mehrere Umbauphasen in den nachfolgenden Jahrhunderten
- weiteres Schloss
- Schloss La Chesnoye
- Museum der Naturgeschichte
- Wasserturm

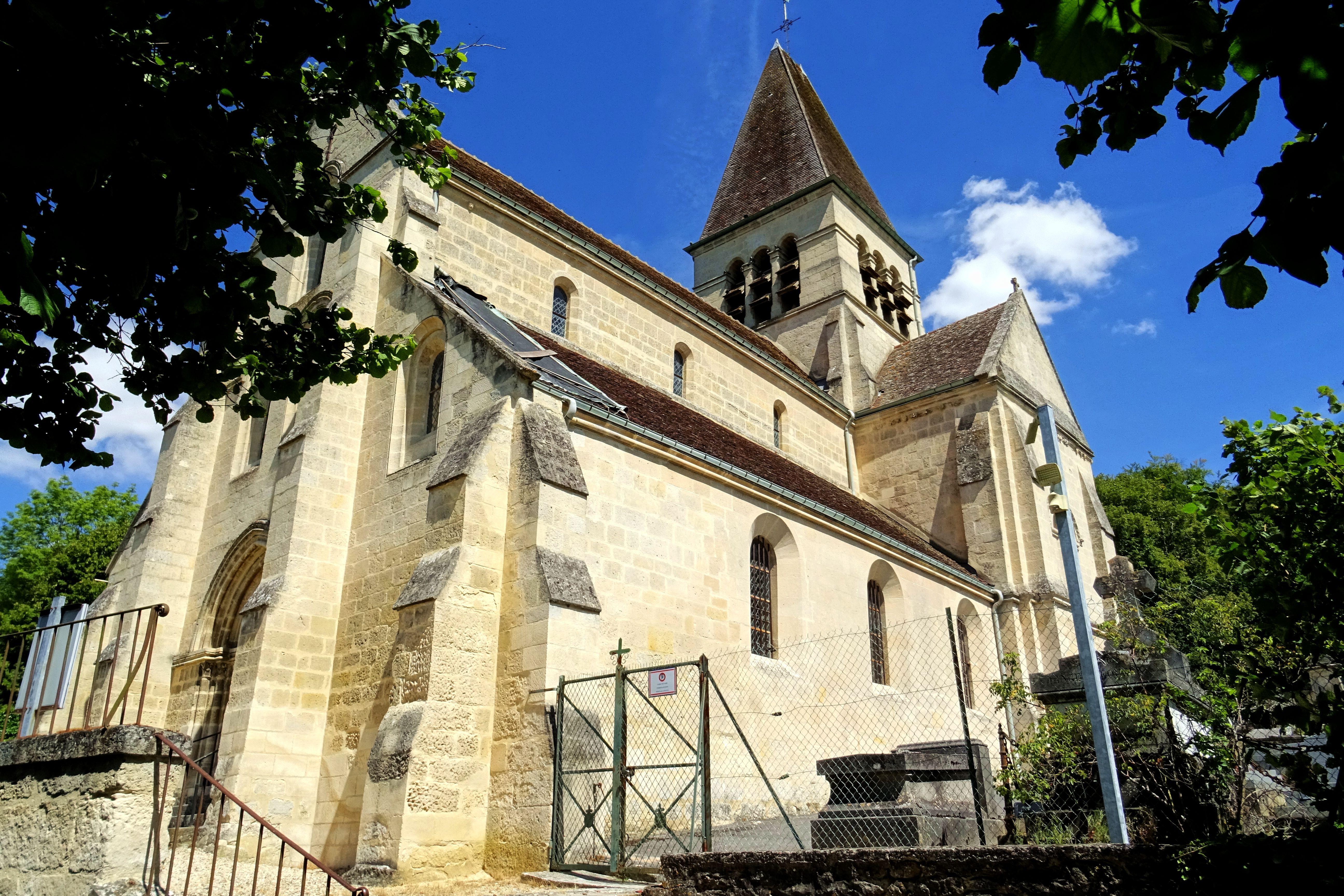
Kirche Saint-Martin
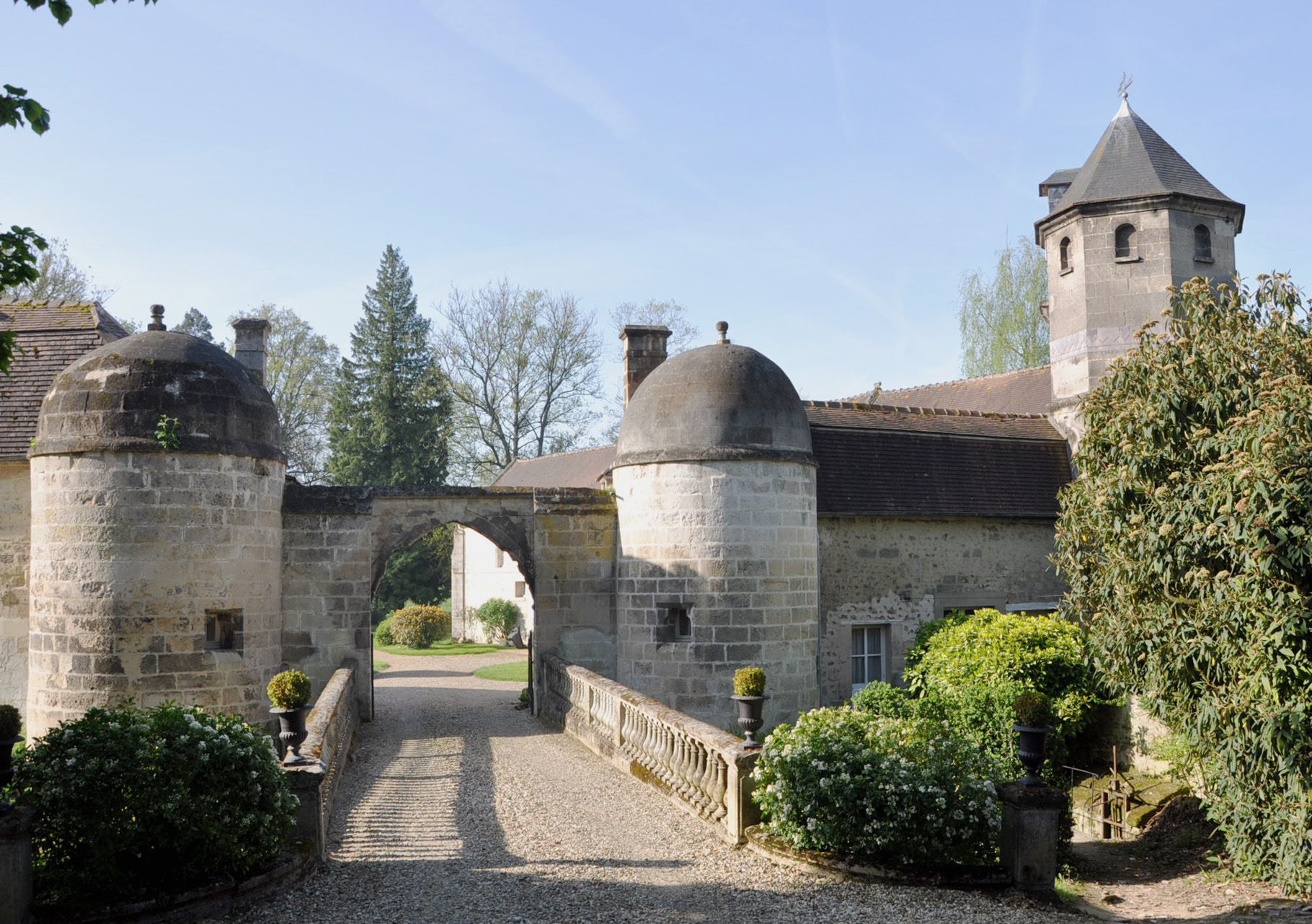
Schloss Cuise
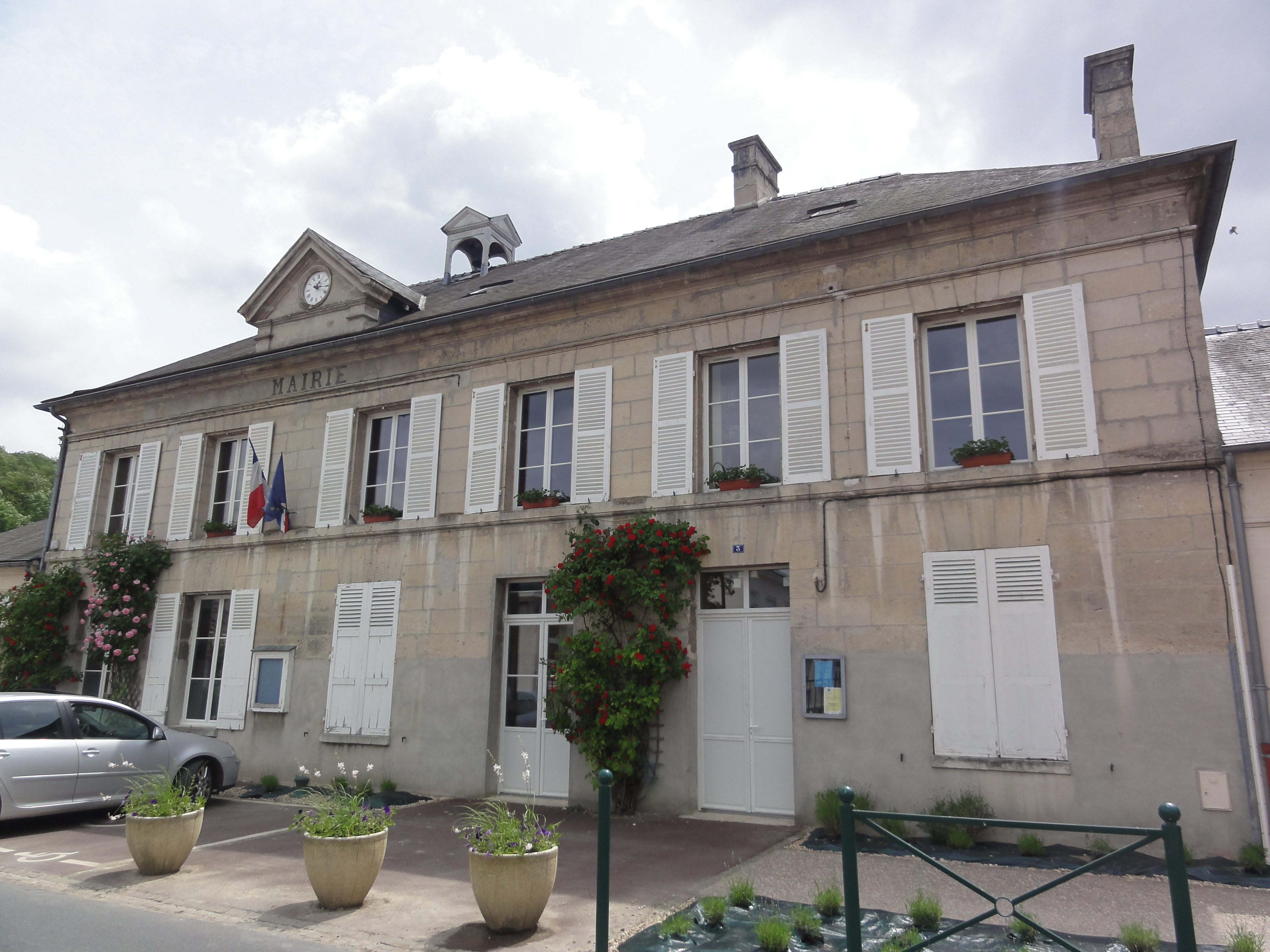
Rathaus (mairie)